# Гетманец, Михаил Захарович
Михаил Захарович Гетманец (1 июля 1918, Ивановка, Херсонская губерния — 8 мая 1998, Киев) — советский журналист, дипломат и учёный. Чрезвычайный и Полномочный Посланник 2 класса. Заместитель Постоянного Представителя Украинской ССР в ООН (1948—1950). Кандидат экономических наук.

## Биография
Родился 1 июля 1918 года в селе Ивановка.
В 1941—1945 гг. — принимал участие в Великой Отечественной войне, воевал в Красной Армии, гвардии капитан интендантской службы, участник обороны Москвы, взятия Будапешта, ранений не имел.
В 1948—1950 гг. — заместителем Постоянного представителя УССР при ООН.
В 1969—1973 гг. — принимал участие в работе 2 специальных и 4 регулярных сессий Генеральной Ассамблеи ООН, Комиссии ООН из обычных вооружений, Комиссии по атомной энергии и Комиссии по правам человека.
Работал начальником отдела внешних экономических связей ЭНДИ Госплана УССР.
Умер 8 мая 1998 г в г. Киеве. Похоронен на городском кладбище Берковцы, участок № 85.

## Автор трудов
- Перевод романа индийского писателя Бхабани Бхаттачария «Тот, кто сел на тигра» — на украинском языке.
- Советский Союз и страны Азии и Африки : очерк экон. и техн. сотрудничества / Н. Из. Гетманец. — М. : Международные отношения, 1977. — 194, [2] с. ; 20 см. — Авт. на корешке не указан. — Ч. библиогр. на англ. яз. — Библиогр.: с. 190—195. — 9000 экз.. — 0.80 р.[2]
- Экономика Украинской ССР в едином народнохозяйственном комплексе СССР [Текст] / М. Из. Гетманец, канд. экон. наук, Л. Г. Федоренко. — Киев : [б. ы.], 1976. — 20 с.; 20 см. — (Библиотечка в помощь лектору «Экономика УССР в десятой пятилетке» / О-во «Знание» УССР. Науч.-исслед. экон. ин-т Госплана УССР)
- Совершенствование структуры и повышение экономической эффективности экспортных поставок промышленной продукции [Текст] / М. Из. Гетманец, Ю. С. Голубушин ; Науч.-исслед. экон. ин-т Госплана УССР. — Киев : [б. ы.], 1969. — 79 с.; 20 см.

## Награды и знаки отличия
- Награжден 4 орденами и 12 медалями, в том числе  Орденом Трудового Красного Знамени и орденом «Знак Почёта» (1971[3]), за участие в войне орденами Отечественной войны II степени (1985) и Красной Звезды (1945), медалями «За оборону Москвы», «За оборону Кавказа», «За взятие Будапешта», «За победу над Германией»[4][5].